# Нижня Саксонія
Ни́жня Саксо́нія (нім. Land Niedersachsen) — земля Федеративної Республіки Німеччина. Розташована в північно-західній частині країни. Столиця — місто Ганновер. Сусідами землі є Шлезвіг-Гольштейн, Гамбург, Бремен, Мекленбург-Передня Померанія, Бранденбург, Саксонія-Ангальт, Тюрингія, Гессен, Північний Рейн-Вестфалія, а також Нідерланди. Утворена 1 листопада 1946 року. Площа — 47.709,82  км². Населення — 8 027 031 ос. (на 31 грудня 2021). На теренах землі розмовляють німецькою і нижньонімецькою.   СДПН і ХДС очолюють земельний уряд. Голова уряду —  Штефан Вайль (СДПН). За результами виборів до ландтагу, що відбулися 15 жовтня 2017 року, в ньому представлені такі партії: СДПН (55), ХДС (50 депутатів), Зелені (12), ВДП (11), АдН (9). Має 6 депутатів у Бундесраті, верхній палаті парламенту Німеччини. Валовий внутрішній продукт землі складає 287,96 млрд € (2017). Борг землі становить 58,718 млрд € (31 грудня 2018). Рівень безробіття — 4,8 % (листопад 2019). Міжнародний код — DE-NI.

## Назва
- Нижня Саксонія (нім. Niedersachsen [ˈniːdɐzaksn̩] ( прослухати); ниж.-нім. Neddersassen; сх.-фриз. Läichsaksen; лат. Saxonia Inferior) — найпоширеніша назва землі.
- Земля Нижня Саксонія (нім. Land Niedersachsen) — офіційна назва землі.

## Географія
Нижня Саксонія займає в Німеччині друге місце за площею після Баварії. На півночі вона межує з Північним морем і обмежується на південному сході горами Гарц. Велика частина Нижньої Саксонії є рівниною. Відома частина Нижньої Саксонії це Люнебурзька пустка між Гарцем і Північним морем.
Столиця — місто Ганновер. Міста Брауншвейг, Оснабрюк, Ольденбург, Геттінген, Вольфсбург, Зальцгіттер, Гільдесгайм.

## Населення
Релігія: 75 % протестанти, 20 % католики.

## Історія
Нижня Саксонія постала після Другої світової війни і перебувала під Британським командуванням. Її утворили в 1946 р. з колишніх територій королівства Ганновер, герцогства Ольденбург, герцогства Брауншвейг і князівства Шаумбург-Ліппе. Але назва федеральної землі «Нижня Саксонія» набагато старша.
Назва й герб нової федеральної землі пов'язані з німецьким племенем саксів, що населяли територію сучасної Нижньої Саксонії та прикордонних областей. Атрибут «Нижня» з'явився в середньовіччі та відрізняє стару Саксонську землю від династичних земель, що звуться середньонімецькими князівствами.

## Лантаг

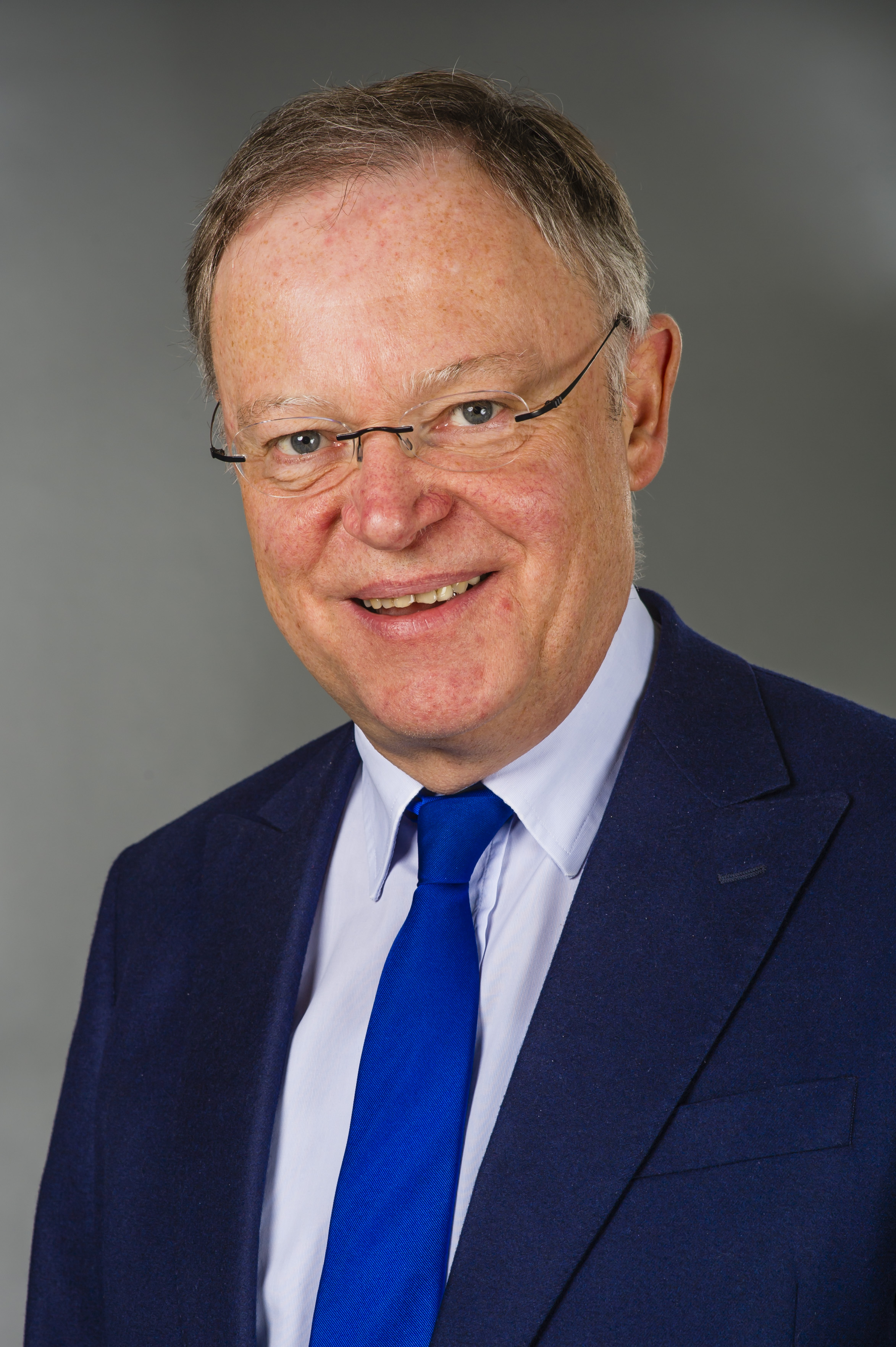
Штефан Вайль, голова земельного уряду з 2013 року.

Розподіл місць у земельному ландтазі за результатами виборів 15 жовтня 2017 року. Уряд очолює коаліція СДПН і Зелених.

Розподіл 137 місць: 

## Адміністративний поділ
Нижня Саксонія складається з Ганновера та наступних регіонів:
Райони (Landkreisen)
| 1. Аммерланд 2. Аурих 3. Графство Бентгайм 4. Везермарш 5. Віттмунд 6. Вольфенбюттель 7. Гамельн-Пірмонт 8. Ганновер 9. Гарбург 10. Гельмштедт 11. Геттінген 12. Гільдесгайм 13. Гіфгорн 14. Гольцмінден 15. Гослар 16. Діпгольц 17. Емсланд 18. Зольтау-Фаллінгбостель 19. Ільцен | 1. Клоппенбург 2. Куксгафен 3. Лєр 4. Люнебург 5. Люхов-Данненберг 6. Нінбург-на-Везері 7. Нортгайм 8. Ольденбург 9. Оснабрюк 10. Остергольц 11. Пайне 12. Ротенбург-на-Вюмме 13. Шаумбург 14. Штаде 15. Ферден 16. Фехта 17. Фрисландія 18. Целлє |

і вільні міста (kreisfreie Städte):
| 1. Брауншвейг 2. Вільгельмсгафен 3. Вольфсбург 4. Дельменгорст | 1. Емден 2. Зальцгіттер 3. Ольденбург 4. Оснабрюк |

Регіон Східна Фризія охоплює райони Аурих, Лєр та Віттмунд, а також позарайонне місто Емден.

## Господарство
Економіка Нижньої Саксонії є здебільшого сільськогосподарською, хоча також добре розвинене автомобілебудування (Фольксваген (VW) в м. Вольфсбург).
Завдяки глиняно-пісочному ґрунту добре розвивається сільське господарство. Окрім зернових, вирощують ріпак, цукровий буряк, салат, капусту, моркву, спаржу і зелену капусту. Окрім землеробства і скотарства, важливу роль відіграє садівництво, особливо на півночі Нижньої Саксонії.